# Costa d'Oro ai Giochi della XV Olimpiade
Il Ghana, con il nome di Costa d'Oro, partecipò ai Giochi della XV Olimpiade svoltisi ad Helsinki, dal 19 luglio al 3 agosto 1952, con una delegazione di 7 atleti tutti impegnati nell'atletica leggera. Fu la prima partecipazione di questo paese e di una nazione dell’Africa occidentale ai Giochi. Non furono conquistate medaglie.